# Алієв Муслім Нурієвич
Муслім Нурієвич Алієв (нар. 4 березня 1971, с. Улугбек, Ташкентська область, Узбецька СРСР) — український політв'язень кримськотатарського походження.

## Біографія
Алієв Муслім Нурієвич народився 4 березня 1971 року в селищі Улугбек, Орджонікідзевського району Ташкентської області Узбецької РСР.
У 1978 році разом з батьками Муслім повернувся до Криму, але через те, що кримська влада не дозволяла кримським татарам прописуватися в Криму, сім'я змушена була виїхати в станицю Тамань Краснодарського краю.
З 1979 — 1988 роках здобув повну середню освіту в Таманській середній школі №28. Там же він здобув спеціальність тракториста-машиніста третього класу, а також спеціальність механізатора широкого профілю. Після закінчення школи Муслім влаштувався працювати в Краснодарський «Рибколгосп ім. Хвалюна», звідки за наказом військкомату був направлений на навчання до Краснодарської морської школи.
Після навчання в морській школі, яку Муслім закінчив з відзнакою, він отримав спеціальності «Машиніст пересувної електростанції» третього розряду та «Електромеханік загального профілю».
У січні 1989 року сім'я Алієвих повернулася до Криму, у село Цвіточне Білогірського району, а вже у січні Мусліма призвали до армії. Він відслужив повні два роки у ракетних військах міста Нижній Тагіл.
З 1992 року жив із батьками та допомагав по господарству. У тому ж році пройшов навчання у Сімферопольському ВЗШ ТСОУ за програмою водіїв транспортних засобів категорії «В».
З 1995 — 1997 роках Муслім працював адміністратором в ансамблі «Дестан» під керівництвом відомого композитора Февзі Алієва.
У червні 1996 року закінчив курси операторів ЕОМ та отримав кваліфікацію «Оператор ЕОМ».
У серпні 1996 року Муслім одружився. За рік у нього народилася дочка — Гульсум.
У квітні 1998 року пройшов повний курс підготовки «Оператор ПЕОМ», який закінчив з відзнакою.
У 2000 році Муслім із дружиною та донькою переїхали до міста Старий Крим. 2001 року в сім'ї з'явилася ще одна дочка — Селіме.
Через два роки, у зв'язку зі станом здоров'я старшої доньки, яка є інвалідом з дитинства, Мусліми переїхали до села Верхня Кутузовка поблизу Алушти. Там у сім'ї з'явилися ще дві дитини, два сини — Ільяс (2003) та Сейдалі (2008).
З 2005 року Муслім був членом Мусульманської громади «Алушта» та брав активну участь у її роботі. За дорученням громади та на запрошення місцевих жителів мусульманського віросповідання брав участь в організації похорону, проведенні ритуалів обмивання померлих, проведенні ритуальних молитов, похованні та поминальних молитов. Проводив ритуали одруження та ім'я наречення. За дорученням громади проводив колективні п'ятничні молитви та проповіді. Брав участь в організації проведення мусульманських свят Ораза та Курбан-байрам, надавав допомогу нужденним. 
11 лютого 2016 року до будинку Алієвих увірвалися озброєні силовики та провели обшук, після чого незаконно було затримано Мусліма. Йому інкримінується «Насильницьке захоплення влади або насильницьке утримання влади» (ст. 278 КК) та «Організація діяльності терористичної організації та участь у діяльності такої організації» (ст. 205.5 КК). ФСБ звинуватила його в причетності до діяльності ісламської політичної партії «Хізб ут-Тахрір». Організація заборонена в Росії з 2003 року, але в Україні діяла легально, займаючись публічною освітянською діяльністю.

## Сім'я
Муслім Алієв у серпні 1996 року одружився з Наджиє Аджи-Мамутовій. Має чотирьох дітей: Ільяс, Суліме, Сейдалі, Гульсум.